# El Zapote, Xochiatipan
El Zapote är en ort i Mexiko.   Den ligger i kommunen Xochiatipan och delstaten Hidalgo, i den sydöstra delen av landet, 180 km nordost om huvudstaden Mexico City. El Zapote ligger 508 meter över havet och antalet invånare är 494.
Terrängen runt El Zapote är kuperad. Runt El Zapote är det ganska tätbefolkat, med 80 invånare per kvadratkilometer. Närmaste större samhälle är Xochiatipan de Castillo, 5,3 km nordväst om El Zapote. I omgivningarna runt El Zapote växer huvudsakligen savannskog.